# Списак мање важних Сит ликова из Ратова звезда
Овај списак се тиче мање важних Сит ликова (како мрачних господара Сита, тако и обичних Сит лордова) из измишљеног универзума Звезданих ратова. За Џедаје, погледајте Списак мање важних Џедај ликова из Звезданих ратова.

## Дарт Руин
Некад харизматични и мудри Џедај учитељ, Дарт Руин како је касније назван, постао је један од најутицајнијих господара Сита у историји галаксије. Одметник од почетка, Руин је завршио своју каријеру Џедаја истим догађајем који га је начинио зачетником Нових ратова Сита - крађом Сит холокрона. Уз мрачна знања која му је пружио холокрон, Руин је основао нови ред Сита: Братство Таме. Следбеници су се окуплили око њега и, хиљаду година пре битке за Руусан, Дарт Руин и његови поданици су објавили рат Галактичкој Републици и њеним Џедајима заштитницима. Иако је Руин на крају сам био жртва деструктивне природе реда који је основао, његова заоставштина ће га надживети у виду хиљадугодишњег крвопролића и, на крају, потпуне реформације Републике као и самих Џедаја и Сита. Као и већина мрачних господара Сита, његово име је заправо потиче од неке именице. У овом случају, то је именица пропаст (ruin). Одговарајуће име за онога ко је скоро потпуно упропастио постојање Сита својим новооснованим редом.

## Мрачни Андерлорд
У измишљеном проширеном универзуму Звезданих ратова, Мрачни Андерлорд је био мрачни господар Сита Братства таме негде око прве половине Нових ратова Сита који су трајали од 2000. ПБЈ до 1000. ПБЈ. О њему се не зна пуно више од тога да се борио са Мандалоријанцима у неком тренутку рата. Његов начин борбе је подразумевао коришћење два стара Сит сечива од посебне легуре, побољшана да издрже удар светлосне сабље. Мрачни Андерлорд се борио стилом Џар'Каи.